# Seznam poděbradských soch, pomníků a památníků
Seznam poděbradských soch, pomníků a památníků obsahuje existující i zaniklé poděbradské sochy, plastiky, symboly, kenotafy, křížky a pamětní desky (PD), které připomínají významné události, osobnosti, lokality nebo epochy.

## Seznam
Seznam, který zahrnuje 132 položek není kompletní. Datum odpovídá datu odhalení (pokud je známo), případně datu umístění. Adresa pak nejbližšímu domu v ulici, ve které (nebo u které) je objekt umístěn.

### Dochované
| Objekt                                                                            | Obrázek                                                                             | Umístění                                                                                              | Datum                  | Galerie                                                                                             | Popis |
| --------------------------------------------------------------------------------- | ----------------------------------------------------------------------------------- | --- | ---------------------- | --------------------------------------------------------------------------------------------------- | --- |
| Busta Antonína Dvořáka                                                            | Busta A. Dvořáka                                                                    | Lázeňský park (50°8′41″ s. š., 15°7′6″ v. d.)                                                         | 1961                   | Kategorie „Bust of Antonín Dvořák in Poděbrady“ na Wikimedia Commons                                | Bronzová busta Antonína Dvořáka od akademického sochaře Jana Pichla (*1935). Materiál: žula, bronz. |
| Busta Bedřicha Smetany                                                            | Busta B. Smetany                                                                    | Lázeňský park (50°8′38″ s. š., 15°7′14″ v. d.)                                                        | 1937                   | Kategorie „Bust of Bedřich Smetana in Poděbrady“ na Wikimedia Commons                               | Busta Bedřicha Smetany od sochaře Josefa Wagnera (1901–1957). |
| Busta Franze Kafky                                                                | Busta Franze Kafky                                                                  | Jiřího náměstí (50°8′33″ s. š., 15°7′2″ v. d.)                                                        | 2010                   | | Busta od akademického sochaře Jana Pichla je umístěna na domu, kde žila matka Franze Kafky Julie Kafková (roz. Löwy). Franz Kafka v domě často pobýval. |
| Busta Ludvíka Kuby                                                                | Busta Ludvíka Kuby                                                                  | |                        | | Busta na hrobu Ludvíka Kuby na poděbradském hřbitově. |
| Busta S. K. Neumanna                                                              | Busta S. K. Neumanna                                                                | Na Skupici (50°8′21″ s. š., 15°7′58″ v. d.)                                                           |                        | Kategorie „Busta S. K. Neumanna (Poděbrady)“ na Wikimedia Commons                                   | Busta na domě v ulici Na Skupici, kde Stanislav Kostka Neumann pobýval. |
| Čtyři roční období                                                                | Čtyři roční období                                                                  | Lázeňský park (50°8′39″ s. š., 15°7′15″ v. d.)                                                        |                        | | Keramická figurální kašna od sochaře Zdeňka Lindovského (*1943). |
| Fontána                                                                           | Fontána                                                                             | Lázeňský park (50°8′42″ s. š., 15°7′17″ v. d.)                                                        |                        | Kategorie „Fontána u Hotelu Libenský (Poděbrady)“ na Wikimedia Commons                              | Fontána tvořící součást vodního prvku. Parčík za Hotelem Libenský. |
| Fontána                                                                           | Fontána                                                                             | Lázeňský park (50°8′55″ s. š., 15°7′24″ v. d.)                                                        |                        | Kategorie „Fontána (Poděbrady)“ na Wikimedia Commons                                                | Fontána zhotovená vedle budovy tzv. Pentagonu. |
| Kašna                                                                             | Kašna                                                                               | Lázeňská 363/5 (50°8′40″ s. š., 15°7′13″ v. d.)                                                       |                        | | Keramická kašna. |
| Křížek (Kluk)                                                                     | Křížek                                                                              | Na Hrázce (50°7′55″ s. š., 15°6′46″ v. d.)                                                            |                        | | |
| Křížek (Polabec)                                                                  | Křížek                                                                              | Jabloňová (50°8′38″ s. š., 15°6′12″ v. d.)                                                            | 1941                   | | |
| Křížek (Přední Lhota)                                                             | Křížek                                                                              | Průběžná (50°8′8″ s. š., 15°5′34″ v. d.)                                                              | 1885                   | | |
| Křížek (Velké Zboží)                                                              | Křížek                                                                              | Poděbradská (50°9′39″ s. š., 15°6′ v. d.)                                                             | 1882                   | | |
| Křížek (Žižkov)                                                                   | Křížek                                                                              | Roh ulic Kunštátské a Hraniční (50°9′16″ s. š., 15°7′57″ v. d.)                                       | 1885                   | | Litinový křížek na kamenném podstavci z roku 1885. Na hranici církevních pozemků jej nechal poděbradský děkan Leopold Kotrbelec. |
| Křížek na břeu Labe                                                               | Křížek                                                                              | Skupice (50°8′20″ s. š., 15°7′33″ v. d.)                                                              | Cca 2019               | | |
| Lustry z taveného skla                                                            | Lustry                                                                              | Lázeňská 363/5 (50°8′40″ s. š., 15°7′13″ v. d.)                                                       |                        | | Lustry z taveného skla od Stanislava Libenského (1921–2002) a Jaroslavy Brychtové (1924–2020). Nacházejí se v interiéru dnešní kavárny Viola. |
| Mariánský sloup                                                                   | Mariánský sloup                                                                     | Jiřího náměstí (50°8′34″ s. š., 15°7′3″ v. d.)                                                        | 1765                   | Kategorie „Maria column in Poděbrady“ na Wikimedia Commons                                          | Připomínka morové epidemie, která město postihla roku 1714. Pravděpodobně dílo místního sochaře Josefa Bergmana. Kulturní památka. |
| Misionářský kříž (Jiráskova ulice)                                                | Misionářský kříž                                                                    | Jiráskova (50°8′37″ s. š., 15°7′27″ v. d.)                                                            | 1859                   | | Železný kříž z roku 1886 nahradil původní dřevěný kříž od roku 1859 připomínající misií redemptoristů. |
| Misionářský kříž (Zámostí)                                                        | Misionářský kříž                                                                    | Pražská (50°8′26″ s. š., 15°6′55″ v. d.)                                                              |                        | | Plechový kříž je památkou na působení jezuitské misie z roku 1775, vedené Antonínem Koniášem. |
| Montreálské sloupy                                                                | Skleněná plastika                                                                   | Lázeňská (50°8′39″ s. š., 15°7′16″ v. d.)                                                             |                        | | Skleněná plastika od Reného Roubíčka (1922–2018). Nachází se v budově Letních a centrálních lázní (od roku 2021 Hotel Chariclea). |
| Památník 100. výročí založení čs. republiky                                       | Památník                                                                            | Školní (50°8′47″ s. š., 15°7′0″ v. d.)                                                                | 2018                   | Kategorie „Památník 100. výročí založení československé republiky (Poděbrady)“ na Wikimedia Commons | Dílo sochaře Davida Exnera (*1970). Památník byl odhalen 24. října 2018. |
| Památník čs. letcům                                                               | Památník letcům                                                                     | V Boru (50°6′38″ s. š., 15°7′18″ v. d.)                                                               | 2011                   | Kategorie „Památník letců čs. armády (Přední Lhota)“ na Wikimedia Commons                           | Připomíná letce, který zahynuli v prosinci 1945 při leteckém neštěstí. Dne 14. prosince 1945 se ve sněhové vánici zřítil letoun Siebel Si-204D. Osm osob na palubě zahynulo. |
| Památník Ludvíka Kuby                                                             | Pomník Ludvíka Kuby                                                                 | Kubovy sady (50°8′25″ s. š., 15°7′26″ v. d.)                                                          | 2013                   | | Památník Ludvíka Kuby od sochařky Zuzany Čížkové (*1982). |
| Památník obětem fašistické zločinnosti                                            | Památník obětem fašistické zločinnosti                                              | Zámecké nádvoří (50°8′31″ s. š., 15°7′8″ v. d.)                                                       | 22. srpna 1948         | Kategorie „World War memorial in Poděbrady“ na Wikimedia Commons                                    | Památník od akademického sochaře Karla Lidického. |
| Památník obětem války v Kluku                                                     | Památník                                                                            | Roh ulic Kolínská a Sokolečská (50°7′49″ s. š., 15°6′41″ v. d.)                                       |                        | | Památník věnovaný obětem první a druhé světové války. |
| Památník obětem války v Polabci                                                   | Památník                                                                            | Jabloňová (50°8′36″ s. š., 15°6′10″ v. d.)                                                            |                        | | Památník věnovaný obětem první a druhé světové války. |
| Památník obětem války v Přední Lhotě                                              | Památník                                                                            | Průběžná (50°8′8″ s. š., 15°5′36″ v. d.)                                                              |                        | Kategorie „Památník obětem války (Přední Lhota)“ na Wikimedia Commons                               | Památník věnovaný obětem první a druhé světové války. Roku 2018 byla na památník vrácena busta T. G. Masaryka. |
| Památník obětem války ve Velkém Zboží                                             | Památník                                                                            | Poděbradská (50°9′38″ s. š., 15°6′3″ v. d.)                                                           |                        | | Památník věnovaný obětem první světové války. |
| Památník Ondřeje Chebďovského                                                     | Památník Ondřeje Chebďovského                                                       | Na Zámostí (50°8′23″ s. š., 15°6′48″ v. d.)                                                           |                        | | Památník připomíná osudy exulanta Ondřeje Chebďovského. |
| Památník poděbradským Židům                                                       | Památník poděbradským Židům                                                         | Husova (50°8′40″ s. š., 15°6′51″ v. d.)                                                               | 10. září 2011          | | Deska připomíná 216 obětí holocaustu z řad poděbradských Židů, které ve své knize Židé v Poděbradech a okolí identifikovala Blanka Rozkošná. Grafickou podobu zpracovala Radka Folprechtová. Odhalení se účastnili předseda pražské židovské obce František Bányai a vrchní zemský a pražský rabín Karol Sidon.                                                               |
| PD básnířky Oleny Telihy                                                          | PD básnířky Oleny Telihy                                                            | Poděbrady, nám. T.G.Masaryka 437/1 (50°8′43″ s. š., 15°7′16″ v. d.)                                   | 2003                   | | Pamětní deska připomínající ukrajinskou básnířku Olenu Telihu. Nachází se u zadního vchodu dnešního Hotelu Libenský. |
| PD československým legionářům                                                     | Pamětní deska čs. legionářům                                                        | Poděbrady, Školní 556 (50°8′48″ s. š., 15°7′ v. d.)                                                   | 1998                   | | Umístěna v budově ZŠ T. G. Masaryka. |
| PD československým legionářům                                                     | Pamětní deska                                                                       | Druhé zámecké nádvoří (50°8′30″ s. š., 15°7′10″ v. d.)                                                | 1. srpna 1937 2018     | | Pamětní deska vznikla přičiněním Nezávislé jednoty legionářů v roce 1937. Umístěna byla na druhém zámeckém nádvoří. Později byla desítky let uložena v depozitáři Polabského muzea. Obnovená deska byla odhalena dne 25. října 2018. |
| PD Františka Turinského                                                           | Pamětní deska Františka Turinského                                                  | Jiřího náměstí 41/12 (50°8′33″ s. š., 15°7′9″ v. d.)                                                  |                        | Kategorie „Plaque of František Turinský (Poděbrady)“ na Wikimedia Commons                           | Pamětní deska Františka Turinského. Autorem je sochař Bohuslav Schnirch. |
| PD gen. Františka Bláhy                                                           |                                                                                     | Riegrovo nám. 4/27 (50°8′36″ s. š., 15°7′18″ v. d.)                                                   | 2015                   | | Pamětní deska velitele Obrany národa gen. Františka Bláhy. |
| PD Jana Hellicha                                                                  | Pamětní deska Jana Hellicha                                                         | Palackého 68 (50°8′31″ s. š., 15°7′22″ v. d.)                                                         |                        | | Pamětní deska připomíná lékárníka a zakladatele poděbradského muzea Jana Hellicha. |
| PD Jana Husa                                                                      | Pamětní deska Jana Hellicha                                                         | Jiřího náměstí 41/12 (50°8′33″ s. š., 15°7′9″ v. d.)                                                  |                        | Kategorie „Relief of Jan Hus (Poděbrady)“ na Wikimedia Commons                                      | Pamětní deska na fasádě městské knihovny připomíná Jana Husa. |
| PD Josefa Mašína a Zdeny Mašínové                                                 | Pamětní deska Josefa Mašína a Zdeny Mašínové                                        | Zámecké nádvoří (50°8′31″ s. š., 15°7′8″ v. d.)                                                       | 28. června 2003        | | Připomíná nacisty popraveného Josefa Mašína a jeho komunisty umučenou manželku Zdenu Mašínovou. Vznik desky inicioval Milan Paumer. |
| PD knížete Arnošta Filipa Hohenlohe                                               | PD A. F. Hohenlohe                                                                  | Lázeňská ulice (50°8′41″ s. š., 15°7′15″ v. d.)                                                       |                        | | Pamětní deska připomíná majitele poděbradského panství Arnošta Filipa Hohenlohe, který se zasloužil o vznik místních lázní. |
| PD Ludvíka Kuby                                                                   | Pamětní deska Ludvíka Kuby                                                          | Palackého (50°8′33″ s. š., 15°7′18″ v. d.)                                                            | 1963                   | | Bronzová pamětní deska Ludvíka Kuby v místě jeho rodného domu. Autor Jan Lauda. |
| PD Milady Horákové                                                                | PD Milady Horákové                                                                  | Dr. Horákové 561/44 (50°8′56″ s. š., 15°7′4″ v. d.)                                                   | 1990                   | | Pamětní deska věnovaná památce komunisty popravené političky Milady Horákové. Desku v roce 1990 odhalil Václav Havel. Deska vznikla z iniciativy místního sboru Církce československé husitské a převším faráře Josefa Šamánka. |
| PD Milana Paumera                                                                 | Pamětní deska Milana Paumera                                                        | První nádvoří zámku (50°8′31″ s. š., 15°7′10″ v. d.)                                                  | 6. října 2012          | | Pamětní deska připomíná Milana Paumera, člena skupiny bratří Mašínů. |
| PD na chudinské opatrovně                                                         | Pamětní deska na MŠ Proftova                                                        | Proftova 309/19 (50°8′43″ s. š., 15°7′31″ v. d.)                                                      | 1906                   | | Připomínka daru domu chudinské opatrovně manželi Františkem a Johannou Proftovými. |
| PD obětem druhé světové války                                                     | Pamětní deska za války zabitým železničním zaměstnancům                             | Alešova (50°8′57″ s. š., 15°7′25″ v. d.)                                                              |                        | | Připomíná zabité železničáře Františka Bohuslavického a Josefa Hubáčka. |
| PD obětem fašismu                                                                 | PD obětem fašismu                                                                   | Jiráskova (50°8′42″ s. š., 15°7′40″ v. d.)                                                            |                        | | Pamětní deska věnovaná obětem fašismu z řad sklářů je umístěna u vchodu do skláren. |
| PD obětem první světové války                                                     | PD obětem první světové války                                                       | Jiřího náměstí (50°8′33″ s. š., 15°7′6″ v. d.)                                                        | 1938                   | Kategorie „Pomník Jiřího z Poděbrad“ na Wikimedia Commons                                           | Součást pomníku Jiřího z Poděbrad. |
| PD obětem první světové války                                                     | Pamětní desky obětem první světové války · Pamětní desky obětem první světové války | Jiřího náměstí 41/12 (50°8′33″ s. š., 15°7′9″ v. d.)                                                  | 28. října 1928         | | Pamětní desky obětem první světové války jsou umístěny na fasádě městské knihovny. |
| PD osobností gymnázia                                                             | Pamětní deska                                                                       | Studentská 166/9 (50°8′44″ s. š., 15°7′1″ v. d.)                                                      | 2018                   | | Pamětní deska osobnostem poděbradského gymnázia. |
| PD Otakara Vondrovice                                                             | Pamětní deska Otakara Vondrovice                                                    | Riegrovo nám. (50°8′38″ s. š., 15°7′20″ v. d.)                                                        | 2005                   | | Pamětní deska připomínající lékaře a pianistu Otakara Vondrovice. |
| PD před domem Luxor                                                               | Pamětní deska u Luxoru                                                              | Tyršova 678/21 (50°8′47″ s. š., 15°7′21″ v. d.)                                                       | 18. června 2022        | | Pamětní deska připomíná transport poděbradských Židů do koncentračního tábora dne 9. června 1942. Desku odhalili starosta Poděbrad Jaroslav Červinka, místostarosta Miroslav Holas a ředitel domova Jaromír Novák. |
| PD s bustou P. Matěje Rösslera                                                    | PD Matěje Rösslera                                                                  | Palackého (50°8′32″ s. š., 15°7′23″ v. d.)                                                            | 1969                   | | Pamětní deska z roku 1969 je umístěna na průčelí katolické fary. Připomíná zakladatele českého ovocnářství Matěje Rösslera. Hlavní autor Milan Havlíček. Materiál: žula, slitiny hliníku. |
| PD padlým Sokolům                                                                 | Pamětní deska Sokolům                                                               | Tyršova (50°8′45″ s. š., 15°7′30″ v. d.)                                                              | 24. července 1927      | | Pamětní deska na budově sokolovny připomíná členy Sokola padlé za první světové války. |
| PD padlým Sokolům                                                                 | Pamětní deska Sokolům                                                               | Tyršova (50°8′45″ s. š., 15°7′30″ v. d.)                                                              | 1928                   | | Pamětní deska na budově sokolovny připomíná členy Sokola padlé za první světové války. |
| PD Prvního pramene Poděbradky                                                     | První pramen                                                                        | Jiřího náměstí 1/8, druhé nádvoří zámku (50°8′30″ s. š., 15°7′9″ v. d.)                               |                        | | Pamětní deska v místě prvního pramene minerálky Poděbradka (Pramen Bülow). |
| PD Rudolfa Vaňka                                                                  | Pamětní deska Rudolfa Vaňka                                                         | Jiráskova 740/6 (50°8′36″ s. š., 15°7′23″ v. d.)                                                      |                        | | Pamětní deska připomíná poštovního zřízence popraveného roku 1944 v Mnichově. Je umístěna ve vchodu do pošty. |
| PD Ukrajinská hospodářská akademie v Poděbradech                                  | Pamětní deska                                                                       | Jiřího náměstí 1/8, druhé nádvoří (50°8′29″ s. š., 15°7′9″ v. d.)                                     |                        | | Pamětní deska připomíná ukrajinskou školu sídlící v Poděbradech v meziválečných letech. |
| PD Václava Dostala                                                                |                                                                                     | Husova 131/123 (50°9′6″ s. š., 15°6′32″ v. d.)                                                        |                        | | Pamětní deska připomíná legionáře Václava Dostala padlého v první světové válce. |
| PD v místě synagogy                                                               | Pamětní deska v místě synagogy                                                      | Husova (50°8′40″ s. š., 15°6′51″ v. d.)                                                               |                        | | Připomíná poděbradskou synagogu zbořenou na přelomu 50. a 60. let kvůli rozšíření silnice. |
| Plaketa 1 – Gymnázium                                                             | Plaketa                                                                             | Studentská 166/9 (50°8′44″ s. š., 15°7′1″ v. d.)                                                      |                        | | Kovová plaketa umístěná na budově poděbradského gymnázia. |
| Plaketa 2 – Základní škola T. G. Masaryka                                         | Plaketa                                                                             | Školní 556/1 (50°8′48″ s. š., 15°7′ v. d.)                                                            |                        | | Kovová plaketa umístěná na budově Základní školy T. G. Masaryka. |
| Plaketa 3 – Vila Katuše                                                           | Plaketa                                                                             | Palachova 221/7 (50°8′47″ s. š., 15°7′6″ v. d.)                                                       |                        | | Kovová plaketa umístěná na penzionu Vila A. Málka (dříve Vila Katuše). Stavbu roku 1910 navrhli architekti František Janda a Jan Mayer. |
| Plaketa 4 – Kostel Církve československé husitské                                 | Plaketa                                                                             | Dr. Horákové 561/44 (50°8′56″ s. š., 15°7′4″ v. d.)                                                   |                        | | Kovová plaketa umístěná na budově husitského kostela. |
| Plaketa 7 – Školní statek                                                         | Plaketa                                                                             | Husova 1/178 (50°9′23″ s. š., 15°6′26″ v. d.)                                                         |                        | | Kovová plaketa umístěná na budově školního statku v Malém Zboží. Připomíná jeho zakladatele, kterým byl renesanční stavitel Giovanni Battista Aostalli de Sala. |
| Plaketa 9 – Sokolovna                                                             | Plaketa                                                                             | Tyršova 26/9 (50°8′44″ s. š., 15°7′30″ v. d.)                                                         |                        | | Kovová plaketa umístěná na budově Sokolovny. |
| Plaketa 11 – Rádiovka                                                             | Plaketa                                                                             | Na Zálesí 530 (50°8′17″ s. š., 15°8′40″ v. d.)                                                        |                        | | Kovová plaketa umístěná u vchodu do Radiotelegrafní vysílací stanice. |
| Plaketa 12 – Generálmajor Ing. Rudolf Severin Krzák                               | Plaketa                                                                             | Na Skupici 602/3 (50°8′24″ s. š., 15°7′35″ v. d.)                                                     |                        | | Kovová plaketa umístěná na domě, kde v letech 1952–2004 žil generálmajor Rudolf Krzák. |
| Plaketa 13 – Generál Václav Korda                                                 | Plaketa                                                                             | Dr. horákové 268/16 (50°8′47″ s. š., 15°6′57″ v. d.)                                                  |                        | | Plaketa umístěná na domě, kde v letech 1923–1939 žil pozdější generál Václav Korda. |
| Plaketa 14 – Spisovatel Jan Zábrana                                               | Plaketa                                                                             | Dr. Boučkova 337/18 (50°9′ s. š., 15°6′50″ v. d.)                                                     |                        | | Kovová plaketa umístěná na vile postavené prarodiči spisovatele Jana Zábrany. |
| Plaketa 15 – Básník všech zamilovaných                                            | Plaketa                                                                             | Jiřího náměstí 1/8, druhé nádvoří (50°8′29″ s. š., 15°7′9″ v. d.)                                     |                        | | Kovová plaketa připomíná obyvatele zámku Hynka z Poděbrad. |
| Plaketa 16 – Spoluzakladatel státu                                                | Plaketa                                                                             | Palackého 130/55 (50°8′29″ s. š., 15°7′45″ v. d.)                                                     |                        | | Kovová plaketa připomíná Josefa Martínka, novináře a jednoho ze signatářů Pittsburské dohody. |
| Plaketa 17 – Poděbradský poklad                                                   | Plaketa                                                                             | Poděbrady 1278 (50°7′56″ s. š., 15°8′20″ v. d.)                                                       |                        | | Plaketa připomíná nález pokladu denárů z 10. století, ke kterému došlo roku 1936 při stavbě dostihového závodiště. |
| Plaketa 18 – Prof. Jan Vladimír Hráský                                            | Plaketa                                                                             | Náměstí 5. května 3 (50°8′36″ s. š., 15°7′16″ v. d.)                                                  |                        | | Kovová plaketa v místě kde stával dům prof. Jana V. Hráského. |
| Plaketa 19 – Rodinná vila Dostálka                                                | Plaketa                                                                             | Husova 131/123 (50°9′6″ s. š., 15°6′34″ v. d.)                                                        |                        | | Kovová plaketa na rodném domě legionáře Václava Dostala. |
| Plaketa 20 – Rodina Kerhartova                                                    | Plaketa                                                                             | Jiráskova 275/22 (50°8′44″ s. š., 15°7′44″ v. d.)                                                     |                        | | Plaketa na domě, kde v minulosti žila rodina Kerhartova. Zejména Oldřich Kerhart, Vojtěch Kerhart a Jaromír Kerhart. |
| Plaketa 21 – Vznešená dvojčata                                                    | Plaketa                                                                             | Jiřího náměstí 1/8, druhé nádvoří (50°8′30″ s. š., 15°7′11″ v. d.)                                    |                        | | Kovová plaketa připomíná smrt manželky králě Jiřího Kunhuty ze Šternberka při porodu dvojčat Kateřiny a Zdeňka. |
| Plaketa 22 – Fričův dům                                                           | Plaketa                                                                             | Palachova 425/22 (50°8′51″ s. š., 15°7′ v. d.)                                                        |                        | | Kovová plaketa připomíná stavitele domu lesního radu Jana Friče. Později v něm žila první poděbradská dětská lékařka a regionální historička Jarmila Hellichová. |
| Plaketa 23 – Dudák z Polabí                                                       | Plaketa                                                                             | Palackého 76/31 (50°8′31″ s. š., 15°7′27″ v. d.)                                                      |                        | | Kovová plaketa na rodném domě folkloristy Alberta Peka. |
| Plaketa 24 – Vězni poděbradské věže                                               | Plaketa                                                                             | Jiřího náměstí 1/8, druhé nádvoří (50°8′30″ s. š., 15°7′9″ v. d.)                                     |                        | | Kovová plaketa připomíná vězně držené ve věži poděbradského zámku. |
| Plaketa 25 – Probošt a spisovatel                                                 | Plaketa                                                                             | Palackého 73/25 (50°8′32″ s. š., 15°7′23″ v. d.)                                                      |                        | | Kovová plaketa připomíná Františka Lukeše. |
| Plaketa 26 – Poděbradská básnířka                                                 | Plaketa                                                                             | Pionýrů 214/6 (50°8′44″ s. š., 15°7′7″ v. d.)                                                         |                        | | Kovová plaketa připomíná spisovatelku Helenu Kohoutovou. |
| Plastika Do nového díla                                                           | Plastika Do nového díla                                                             | Palackého 79 (50°8′31″ s. š., 15°7′26″ v. d.)                                                         |                        | Kategorie „Plastika Do nového díla (Poděbrady)“ na Wikimedia Commons                                | Plastika od sochaře Antonína Štrunce. |
| Plastika nad vchodem spořitelny                                                   | Plastika nad vchodem spořitelny                                                     | Riegrovo náměstí (50°8′36″ s. š., 15°7′18″ v. d.)                                                     | 1938                   | | Keramická reliéfní plastika. Zhotovena podle návrhu Oldřicha Kerharta sochařem Josefem Matějů. |
| Plastika Tři srdce                                                                | Tři srdce                                                                           | Lázeňský park (50°8′43″ s. š., 15°7′13″ v. d.)                                                        | 2006                   | Kategorie „Plastika Tři srdce (Poděbrady)“ na Wikimedia Commons                                     | Keramická plastika od sochaře Milana Exnera. |
| Plastika                                                                          | Plastika GALK                                                                       | Lázeňská 363/5 (50°8′39″ s. š., 15°7′13″ v. d.)                                                       |                        | | Keramická plastika ve vstupní místnosti Galerie Ludvíka Kuby. |
| Poděbradský trpaslík                                                              | Trpaslík                                                                            | Lázeňský park (50°8′43″ s. š., 15°7′12″ v. d.)                                                        | 30. léta               | Kategorie „Socha trpaslíka (Poděbrady)“ na Wikimedia Commons                                        | Od roku 1937 stál v lázeňském parku vedle květinových hodin. V roce 1960 byl odstraněn jako buržoazní kýč a do parku vrácen po roce 1989. |
| Pomník Cíl memoriálu Pepy Černýho                                                 | Pomníček chodeckých závodů                                                          | Lázeňský park (50°8′39″ s. š., 15°7′11″ v. d.)                                                        | 1929                   | | V parku v sousedství lázeňského domu Libuše na veřejném prostranství se nachází pomníček Pepy Černého – zakladatele mezinárodního chodeckého závodu Praha - Poděbrady z roku 1929. |
| Pomník Jana Evangelisty Purkyně                                                   | Socha J. E. Purkyně                                                                 | Purkyňovy sady (50°8′37″ s. š., 15°7′28″ v. d.)                                                       | 1960                   | Kategorie „Socha J. E. Purkyně (Poděbrady)“ na Wikimedia Commons                                    | Pískovcová socha J. E. Purkyně od Oskara Kozáka a Vladimíra Štrunce. Roku 1960 v městském parku nahradila sochu T. G. Masaryka. |
| Pomník Jiřího z Poděbrad                                                          | Jiří z Poděbrad                                                                     | Jiřího náměstí (50°8′33″ s. š., 15°7′6″ v. d.)                                                        | 1896                   | Kategorie „Pomník Jiřího z Poděbrad“ na Wikimedia Commons                                           | Měděná jezdecká socha Jiřího z Poděbrad zhotovená ve dvojnásobku životní velikosti. Poprvé vystavena na Národopisné výstavě v Praze roku 1895. Autor Bohuslav Schnirch. Kulturní památka. |
| Pomník Karla Hampla                                                               | Pomník Karla Hampla                                                                 | Nám. 5. května (50°8′36″ s. š., 15°7′13″ v. d.)                                                       |                        | | Pomník připomíná studenta Karla Hampla zastřeleného německými vojáky 9. května 1945. |
| Pomník MUDr. Františka Boučka                                                     | Pomník. F. Boučka                                                                   | Purkyňovy sady (50°8′37″ s. š., 15°7′32″ v. d.)                                                       |                        | Kategorie „Náhrobek Františka Boučka (Poděbrady)“ na Wikimedia Commons                              | Pískovcový pomník je náhrobkem lékaře Františka Boučka, který byl zakladatelem první poděbradské nemocnice. Obsahuje bronzovou plaketu od sochaře Bohuslava Schnircha. Je to pozůstatek zrušeného starého hřbitova. |
| Pomník S. K. Neumanna                                                             | Pomník S. K. Neumanna                                                               | Sady S. K. Neumanna (50°8′24″ s. š., 15°7′42″ v. d.)                                                  | 1960                   | Kategorie „Pomník S. K. Neumanna (Poděbrady)“ na Wikimedia Commons                                  | Pomník je umístěn na Skupici v sadech S. K. Neumanna. Autoři: sochař Karel Lidický a architekt Vojtěch Kerhart. Slavnostního odhalení pomníku se mimo jiné účastnili Zdeněk Nejedlý, Lída Špačková, Stanislav Neumann, nebo Ludmila Pelikánová. |
| Pomník vojákům Rudé armády                                                        | Pomník RA                                                                           | (50°7′57″ s. š., 15°6′11″ v. d.)                                                                      |                        | | Pomník vojákům Rudé armády padlým v květnových bojích roku 1945. |
| Reliéf nad vstupem do hotelového domu                                             | Reliéf nad vstupem do hotelového domu                                               | Jana Opletala 77/9 (50°8′35″ s. š., 15°7′35″ v. d.)                                                   | 1954–1958              | Kategorie „Reliéf nad vstupem do 2. koleje ÚJOP (Poděbrady)“ na Wikimedia Commons                   | Pískovcový reliéf od Luboše Moravce. |
| Reliéf nad vstupem do kolejí                                                      | Reliéf nad vstupem do kolejí                                                        | Jana Opletala 1065/11 (50°8′38″ s. š., 15°7′37″ v. d.)                                                | 1954–1958              | Kategorie „Reliéf nad vstupem do 1. koleje ÚJOP (Poděbrady)“ na Wikimedia Commons                   | Pískovcový reliéf od Luboše Moravce. |
| Rudé srdce                                                                        | Srdce                                                                               | Na Valech (50°8′40″ s. š., 15°6′52″ v. d.)                                                            | cca 1960 2016 (obnova) | | Rudé laminátové srdce bylo přibližně roku 1960 umístěno do lázeňského parku na místo, kde předtím stál oblíbený trpaslík. Do veřejného prostoru před ZŠ Václava Havla jej roku 2016 vrátil umělec Lukáš Kladívko. |
| Sloup se sochou P. Marie Svatohorské                                              | Sloup se sochou P. Marie Svatohorské                                                | Na Zámostí (50°8′24″ s. š., 15°6′51″ v. d.)                                                           |                        | Kategorie „Mariánský sloup (Poděbrady)“ na Wikimedia Commons                                        | Postavena na připomínku nebezpečí, které městu hrozilo roku 1757, kdy po porážce v bitvě u Kolíně kolem města procházela poražená pruská armáda. Byla několikrát povalena a znovu obnovena. Kulturní památka. |
| Socha Alegorie Země                                                               | Alegorie Země                                                                       | Lázeňský park (50°8′42″ s. š., 15°7′6″ v. d.)                                                         | 1960 (umístění)        | Kategorie „Alegorie země (Poděbrady)“ na Wikimedia Commons                                          | Plastika od akademického sochaře Ladislava Beneše. Materiál: žula. |
| Socha Mládí - zdraví - krása                                                      | Socha u Hotelu Zámeček                                                              | Husova (50°8′44″ s. š., 15°6′44″ v. d.)                                                               | 1963–1964              | Kategorie „Mládí - zdraví - krása (Ladislav Novák)“ na Wikimedia Commons                            | Vápencová socha od Ladislava Nováka a J. Svojanského umístěná před vchodem do Hotelu Zámeček. |
| Socha Elektrifikace železnic                                                      | Elektrifikace železnic                                                              | Hala nádražní budovy (50°8′58″ s. š., 15°7′24″ v. d.)                                                 |                        | | Socha od akademického sochaře Jana Kodeta. |
| Socha Klečící dívka                                                               | Klečící dívka                                                                       | Lázeňský park (50°8′49″ s. š., 15°7′17″ v. d.)                                                        |                        | Kategorie „Klečící dívka (Otto Soukup)“ na Wikimedia Commons                                        | Socha od sochaře Otto Sukupa. |
| Socha Na vlnách                                                                   | Ležící dívka                                                                        | Lázeňský park (50°8′48″ s. š., 15°7′14″ v. d.)                                                        | 1982                   | Kategorie „Socha Koupání (Poděbrady)“ na Wikimedia Commons                                          | Bronzová socha od sochaře Jiřího Bímy. Jinde uváděn též název Koupání. Do rekonstrukce parku byl podstavec více do výšky. |
| Socha Žena s labutí (Léda s labutí)                                               | Léda s labutí                                                                       | Lázeňský park (50°8′56″ s. š., 15°7′21″ v. d.)                                                        | 1961                   | Kategorie „Fountain with the statue of Leda and the Swan in Poděbrady“ na Wikimedia Commons         | Bronzová socha od akademického sochaře Břetislava Bendy. |
| Socha Malá tanečnice                                                              | Socha Tanečnice                                                                     | Lázeňský park (50°8′44″ s. š., 15°7′10″ v. d.)                                                        | 1958                   | Kategorie „Malá tanečnice (Jan Hána)“ na Wikimedia Commons                                          | Bronzová socha na žulovém podstavci od akademického sochaře Jana Hány. |
| Socha Mateřská láska                                                              | Mateřská láska                                                                      | Lázeňský park (50°8′37″ s. š., 15°7′11″ v. d.)                                                        | 1960                   | Kategorie „Mateřská láska (Břetislav Benda)“ na Wikimedia Commons                                   | Socha od akademického sochaře Břetislava Bendy. Materiál: mramor. |
| Socha Po koupeli                                                                  | Socha                                                                               | Na Valech, Lázeňský park (50°8′39″ s. š., 15°7′3″ v. d.)                                              |                        | Kategorie „Po koupeli (Poděbrady, Samohrd)“ na Wikimedia Commons                                    | Socha z hořického pískovce. Sochař Karel Samohrd ji vytvořil roku 1934 pro umělecko-hospodářskou výstavu v Hořicích. V 60. letech byla koupena městem Poděbrady a umístěna do lázeňského parku. Kvůli poničení vandaly byla odstraněna. Roku 2017 byla opravena (mimo jiné doplnění ztracené hlavy a ruky) sochařovou pravnučkou Vlastou Samohrdovou a vrácena zpět do parku. |
| Socha Poselství                                                                   | Plastika Poselství                                                                  | Na Valech (50°8′42″ s. š., 15°6′54″ v. d.)                                                            | 1981                   | Kategorie „Poselství (Jaroslav Kolomazník)“ na Wikimedia Commons                                    | Pískovcová socha z roku 1981 od akademického sochaře Jaroslava Kolomazníka. Architekt Jiří Liberský. Roku 2009 restaurována. |
| Socha Rybář s delfínem                                                            | Plastika                                                                            | Jiřího náměstí 20/1 (50°8′34″ s. š., 15°7′0″ v. d.)                                                   | 1926                   | | Bronzová socha od architekta Vladimíra Drahoňovského. Atrium poděbradské radnice na Jiřího náměstí. |
| Socha sv. Anežky České                                                            | Socha Anežky České                                                                  | Nám. Anežky České (50°8′30″ s. š., 15°7′23″ v. d.)                                                    | 2012                   | | Podle originálu ze 13. století zhotovena sochařkou Zuzanou Čížkovou. |
| Socha sv. Jana Nepomuckého                                                        | Kopie sochy sv. Jana Nepomuckého umístěná na původním místě                         | Jiřího náměstí (originál) (50°8′34″ s. š., 15°7′ v. d.) Most (kopie) (50°8′28″ s. š., 15°6′58″ v. d.) | 1761                   | Kategorie „Socha svatého Jana Nepomuckého (Poděbrady)“ na Wikimedia Commons                         | Socha byla zhotovena místním sochařem Josefem Bergmanem. Originál je vystaven na radnici a na původním místě sochy byla umístěna kopie. Starší kopie ze 60. let 20. století je vystavena v Turistickém informačním centru. Kulturní památka. |
| Socha sv. Jana Nepomuckého                                                        | Socha                                                                               | náměstí Anežky České (50°8′30″ s. š., 15°7′24″ v. d.)                                                 |                        | | Socha umístěná ve vestibulu kostela Povýšení sv. Kříže. |
| Socha sv. Václava                                                                 | Socha sv. Václava                                                                   | Nám. Anežky České (50°8′30″ s. š., 15°7′25″ v. d.)                                                    | 1884                   | Kategorie „Statue of Saint Wenceslaus in Poděbrady“ na Wikimedia Commons                            | Socha od sochaře Josefa Šejbala. |
| Socha T. G. Masaryka                                                              | T. G. Masaryk                                                                       | Lázeňský park (50°8′37″ s. š., 15°7′8″ v. d.)                                                         |                        | Kategorie „Statue of Tomáš Garrigue Masaryk in Poděbrady“ na Wikimedia Commons                      | Kopie bronzové sochy akademického sochaře Otto Gutfreunda, která byla odstraněna za komunistického režimu. |
| Socha Vesna                                                                       | Socha                                                                               | Jiřího náměstí 41/12 (50°8′34″ s. š., 15°7′9″ v. d.)                                                  |                        | | Autor Karel Samohrd. V atriu městské knihovny. Socha pochází z původní výzdoby starší části lázeňského parku. |
| Socha Vítězství práce                                                             | Socha                                                                               | Jana Opletala (50°8′33″ s. š., 15°7′34″ v. d.)                                                        | 1937                   | Kategorie „Vítězství práce (Václav Nejtek)“ na Wikimedia Commons                                    | Autor Václav Nejtek. Bronzová socha, muž a žena, u studentských kolejí. |
| Socha Poslední pohled na ztracený ráj (Vyhnání z ráje)                            | Vyhnání z ráje                                                                      | Lázeňský park (50°8′44″ s. š., 15°7′14″ v. d.)                                                        | 1929                   | Kategorie „Socha Vyhnání z ráje (Poděbrady)“ na Wikimedia Commons                                   | Bronzová socha od akademického sochaře Jakuba Obrovského (1882–1949). |
| Socha Žena v lázni                                                                | Žena s osuškou                                                                      | Lázeňský park (50°8′42″ s. š., 15°7′13″ v. d.)                                                        | 1961                   | Kategorie „Žena v lázni (Poděbrady)“ na Wikimedia Commons                                           | Mramorová socha od akademického sochaře Břetislava Bendy. Investor MNV Poděbrady. |
| Socha Žena s osuškou                                                              | Socha                                                                               | Lázeňský park (50°8′43″ s. š., 15°7′15″ v. d.)                                                        | 1971–1973              | Kategorie „Žena s osuškou (Poděbrady)“ na Wikimedia Commons                                         | Mramorová socha od Břetislava Bendy. Socha původně stála vedle laminátového srdce v blízkosti květinových hodin. |
| Sousoší Mír                                                                       | Mír                                                                                 | Lázeňský park (50°8′41″ s. š., 15°7′4″ v. d.)                                                         | 1960                   | Kategorie „Mír (Karel Hladík, Poděbrady)“ na Wikimedia Commons                                      | Sousoší od akademického sochaře Karla Hladíka. |
| Sousoší Pieta                                                                     | Pieta                                                                               | Revoluční (50°8′47″ s. š., 15°7′47″ v. d.)                                                            | 1882                   | | Sousoší od sochaře Josefa Šejbala. V roce 1912 přesunuto z rohu Palackého a Havlíčkovy ulice. |
| Stéla na paměť Jiřího z Poděbrad a jeho projektu mírového svazu evropských národů | Stéla                                                                               | Jiřího náměstí (50°8′32″ s. š., 15°7′8″ v. d.)                                                        |                        | | Pískovcová stéla. |
| Výzdoba průčelí kolejí                                                            | Reliéf nad vstupem do kolejí                                                        | Jana Opletala 1065/11 (50°8′38″ s. š., 15°7′37″ v. d.)                                                | 1954                   | Kategorie „Výzdoba průčelí 1. koleje ÚJOP (Poděbrady)“ na Wikimedia Commons                         | Skleněné mozaiky instalované do průčelí budovy nad korunní římsou. Autor Antonín Drobník, realizace n. p. Železnobrodské sklo. |
| Vstupní portál havířského kostelíka                                               | Vstupní portál havířského kostelíka                                                 | Zámostí (50°8′23″ s. š., 15°6′46″ v. d.)                                                              | 1898                   | Kategorie „Vstupní portál havířského kostelíka (Poděbrady)“ na Wikimedia Commons                    | Pískovcový pseudogotický portál s reliéfem Nanebevzetí Panny Marie v tympanonu od Bohuslava Schnircha. |
| Znak proboštství                                                                  | Znak proboštství                                                                    | Palackého 73/25 (50°8′32″ s. š., 15°7′23″ v. d.)                                                      |                        | | Znak proboštství nad vchodem do katolické fary od sochaře Bohuslava Schnircha. |
| Znak proboštství                                                                  | Znak proboštství                                                                    | Nám. Anežky České (50°8′31″ s. š., 15°7′23″ v. d.)                                                    |                        | | Znak proboštství nad vchodem do kostela Povýšení sv. Kříže od sochaře Bohuslava Schnircha. |

### Zaniklé
| Objekt                   | Obrázek | Umístění před odstraněním                                                     | Datum    | Galerie | Popis |
| ------------------------ | ------- | ----------------------------------------------------------------------------- | -------- | ------- | --- |
| Busta Julia Fučíka       |         | Lázeňský park, roh ulic Divadelní a Na Valech (50°8′36″ s. š., 15°7′8″ v. d.) | 1960     |         | Zároveň s odhalením busty byla přilehlá starší část lázeňského parku přejmenována na Park Julia Fučíka. Po roce 1989 byla busta odstraněna a park přejmenován.                       |
| Busta V. I. Lenina       |         | Lázeňský park (50°8′50″ s. š., 15°7′17″ v. d.)                                | cca 1953 |         | Busta V. I. Lenina od prof. Jana Laudy. Po roce 1989 odstraněna. |
| Fontána                  |         | 9. května (50°8′51″ s. š., 15°6′48″ v. d.)                                    |          |         | Odstraněna někdy po roce 1989. |
| Fontána                  |         | Lázeňský park (50°8′40″ s. š., 15°7′4″ v. d.)                                 |          |         | Keramická fontána. Odstraněna při revitalizaci parku po roce 2003. |
| Socha Krásná Galathea    |         | Lázeňský park                                                                 |          |         | Mramorová socha od sochaře Marquerose byla zapůjčena Národní galerií. V parku již není.                                                                                              |
| Socha sv. Barbory        |         | Na Vinici                                                                     | 1758     |         | Barokní socha od poděbradského sochaře Josefa Bergmanna stála v ústí ulice Na Vinici. Roku 1870 ji porazili a zničili splašení koně.                                                 |
| Socha sv. Gotharda       |         | Husova                                                                        | 1761     |         | Barokní socha od poděbradského sochaře Josefa Bergmanna (původně možná součást Mariánského sloupu). Údajně byla roku 1868 stržena vichřicí, pravděpodobně ale byla poškozena opilci. |
| Socha Za mírovou smlouvu |         | Lázeňský park (50°8′59″ s. š., 15°7′18″ v. d.)                                |          |         | Socha od Vladimíra Janouška z let 1962–1963. Po roce 1989 odstraněna. |